# Fordulópont (Vámpírnaplók)
A Fordulópont (The Turning Point) a Vámpírnaplók című amerikai sorozat első évadjának tizedik epizódja.

## Epizódismertető
Jeremy elhatározza, hogy visszatér régi hobbijához a fantasy rajzoláshoz, amit már azóta nem csinált mióta meghaltak a szülei. Logan embereket támad meg a városban. Matt és Caroline egyre többet lógnak együtt, és elmondja Tylernek hogy ő szeret Carolinenal lenni. Forbes Sheriff elmondja Damonnak, hogy újabb vámpírtámadások történtek a városban. Damon nem tudja, hogy ki változtatta át Logant. Alaric eközben segít Jeremynek megoldania a konfliktusát Tylerrel és Lockwood polgármesterrel (Tyler apjával). Logan elrabolja Caroline-t miután vitázott a Sheriffel, de Stefan és Damon megmentik őt. 
Logan elmondja Damonnek: nem csak ő az, aki vissza akarja hozni a vámpírokat a templomból, és hogy van egy más módszer is a tervükre. Elena bevallja szerelmét Stefannak és Stefan Mystic Fallsban marad. Miután bevallta érzéseit, Stefan házába mennek és lefekszenek egymással. De mikor a fiú inni hoz Elenának, a lány észreveszi hogy úgy néz ki mint az elhunyt Katherine, ezért azonnal távozik a házból. Otthagyja a verbénás nyakláncát is.
Alaric összetűzésbe kerül Logannel, és megkéri hogy tartsa távol magát Jennatól. Logan megtámadja őt, de Alaric hamarabb lép és megöli őt.
Elena autóbalesetet szenved, mert nem akarta elütni az úton álló embert, de miközben szabadulni próbálna a kocsiból, rájön, hogy akit elütött több mint ember.

## Zenék
- Five For Fighting – Chances
- Telekinesis! – Coast of Carolina
- The Features – Off Track
- Plumb – Cut
- Tyrone Wells – This is Beautiful